# یودر (کانزاس)
یودر (به انگلیسی: Yoder) یک منطقهٔ مسکونی در ایالات متحده آمریکا است که در شهرستان رنو، کانزاس واقع شده‌است. یودر ۹۷٫۵ کیلومتر مربع مساحت و ۱۹۴ نفر جمعیت دارد و ۴۶۹ متر بالاتر از سطح دریا واقع شده‌است.